# Amleto
Amleto (Hamlet (/ˈhæmlɪt/), titolo originale: The Tragedy of Hamlet, Prince of Denmark, ossia La tragedia di Amleto, principe di Danimarca) è una tragedia scritta da William Shakespeare tra il 1599 e il 1601, intorno al trentaseiesimo anno di vita del drammaturgo inglese. È l'opera teatrale più lunga di Shakespeare. Ambientata in Danimarca, essa narra la storia del principe Amleto e dei suoi tentativi di vendetta contro lo zio Claudio, che ha assassinato il padre di Amleto per impossessarsi del trono e sposare la madre di Amleto. Amleto è considerata tra le "tragedie più potenti e influenti in lingua inglese", con una storia che può essere "rivisitata e adattata apparentemente all'infinito da altri". È universalmente considerata una delle più grandi opere teatrali e letterarie di tutti i tempi. Ne sono pervenute tre diverse versioni iniziali: il Primo Quarto (Q1, 1603); il Secondo Quarto (Q2, 1604); e il Primo Folio (F1, 1623). Ogni versione include versi e passaggi mancanti nelle altre.
Molti sono i testi indicati come possibili fonti per l'Amleto, dalle tragedie greche antiche ai drammi elisabettiani. I curatori delle Arden Shakespeare, la collezione canonica di riferimento delle opere del Bardo, mettono in discussione l'idea di caccia alle fonti, sottolineando che essa presuppone che gli autori richiedano sempre idee da altre opere per le proprie, e ciò suggerirebbe che nessun autore possa avere un'idea originale o essere un creatore. Quando Shakespeare scriveva, esistevano molte storie di figli che vendicavano l'assassinio dei loro padri, e molte di figli astuti e vendicatori che fingevano di essere sciocchi per superare in astuzia i loro nemici. Tra queste, la storia dell'antico romano Lucio Giunio Bruto, che Shakespeare apparentemente conosceva, così come la storia di Amleth, conservata in latino dal cronista del XIII secolo Saxo Grammaticus nelle sue Gesta Danorum e stampata a Parigi nel 1514. La storia di Amleth fu successivamente adattata e raccolta dallo studioso François de Belleforest nel V volume delle sue Histoires Tragiques, pubblicate in francese nel 1576. Presenta numerosi elementi della trama e personaggi principali in comune con l'Amleto di Shakespeare, mentre ne mancano altri presenti in Shakespeare. La storia di Belleforest fu pubblicata per la prima volta in inglese nel 1608 (The Hystorie of Hamblet), dopo che Amleto era stato scritto, anche se è possibile che Shakespeare l'avesse incontrata nella versione in lingua francese. Ma esse poterono fornire poco più che qualche spunto per la tragedia, una delle opere drammaturgiche e letterarie più rappresentate al mondo.

## Trama
I Atto
(Marcello, ufficiale della Guardia (I, v, 90))
Il principe Amleto di Danimarca è figlio del Re Amleto, recentemente scomparso, e nipote di re Claudio, fratello e successore di suo padre. Claudio ha sposato frettolosamente la vedova di re Amleto, Gertrude, madre di Amleto, e si è impossessato del trono. La Danimarca ha una faida di lunga data con la vicina Norvegia, durante la quale re Amleto uccise re Fortebraccio di Norvegia in una battaglia alcuni anni fa. Sebbene la Danimarca abbia sconfitto la Norvegia e il trono norvegese sia passato al fratello infermo di re Fortebraccio, la Danimarca teme che un'invasione guidata dal figlio del defunto re norvegese, il principe Fortebraccio, sia imminente.
In una fredda notte, sui bastioni delle torri di Elsinore, il castello reale della Danimarca, le sentinelle Bernardo e Marcello s'interrogano sul fantasma, che assomiglia al defunto re Amleto, che hanno visto nelle ultime notti, e invitano l'amico del principe Amleto, Orazio, come testimone, che arriva al cambio della guardia a mezzanotte. Dopo che il fantasma appare di nuovo, i tre giurano di raccontare al principe Amleto le strane apparizioni a cui hanno assistito. Lo spettro compare poco dopo la mezzanotte e si fa subito notare da Orazio per la somiglianza con il defunto sovrano; rimane però muto, e poco dopo scompare. I due restano in attesa di altre apparizioni, e Orazio spiega così a Marcello, una delle guardie sulle mura, che il figlio di Fortebraccio sta riunendo un'armata ai confini della Norvegia per riprendersi i territori persi dal padre in un duello con il defunto re. Prima dell'alba, riappare il fantasma, ma quando è sul punto di parlare in seguito alle continue richieste di Orazio, canta il gallo e con questo suono il fantasma scompare.
La corte si riunisce il giorno dopo e Re Claudio e la Regina Gertrude discutono di affari di stato col loro anziano consigliere Polonio. Claudio concede al figlio di Polonio, Laerte, il permesso di tornare a studiare in Francia e invia degli inviati a informare il Re di Norvegia di Fortebraccio. Claudio interroga anche Amleto sul suo continuo dolore per la perdita del padre e gli proibisce di tornare alla sua università a Wittenberg. Dopo l'uscita della corte, Amleto si dispera per la morte del padre e per il frettoloso secondo matrimonio della madre. Orazio raggiunge Amleto per metterlo al corrente dell'esistenza del fantasma, e del proprio presentimento che questi voglia parlare solamente con lui: i due, quindi, decidono d'incontrarsi sulle mura verso le undici di sera. Giunti sulle mura, lo spirito fa la sua apparizione e chiede subito di parlare col solo Amleto; questi, intuendo che si tratta dello spirito del padre, accetta senza esitazioni. 
La scena si sposta ora nel consiglio reale da poco apertosi. Tra i presenti figurano il re Claudio, fratello del re defunto, la regina Gertrude, Amleto, il ciambellano Polonio, suo figlio Laerte, e i due ambasciatori Cornelio e Voltimando. Nella riunione viene per prima discussa la questione del figlio di Fortebraccio e viene deciso di mandare i due ambasciatori dal re di Norvegia per convincerlo a indurre il nipote a più miti azioni. Poi Laerte ottiene dal re il permesso di poter partire alla volta della Francia.
Mentre il figlio di Polonio, Laerte, si prepara a partire per la Francia, Polonio gli offre un consiglio che culmina nella massima "sii fedele a te stesso". La figlia di Polonio, Ofelia, ammette il suo interesse per Amleto, ma Laerte la mette in guardia dal cercare l'attenzione del principe e Polonio le ordina di respingere le sue avances. Quella notte, sul bastione, il fantasma appare ad Amleto, racconta al principe di essere stato assassinato da Claudio (versandogli del veleno nell'orecchio mentre dormiva) e chiede ad Amleto di vendicare l'omicidio. Amleto acconsente e il fantasma svanisce. Il principe confida a Orazio e alle sentinelle che d'ora in poi ha intenzione di "mettere in atto un atteggiamento bizzarro", ovvero di comportarsi come se fosse impazzito. Amleto li costringe a giurare di mantenere segreti i suoi piani di vendetta; tuttavia, rimane incerto sull'affidabilità del fantasma.
Quando rimangono soli, lo spettro svela ad Amleto che suo zio, ambendo al trono e al matrimonio con la regina, lo aveva ucciso versandogli nell'orecchio un veleno mortale a base di giusquiamo mentre dormiva in giardino. Alla fine della tragica storia, lo spettro chiede al giovane di vendicarlo, ed egli accoglie la richiesta senza indugiare.
(Amleto (I , v, 189-190)
II Atto
Tornato tra i suoi amici (Orazio e la guardia Marcello), nonostante le richieste di questi di svelare loro il contenuto del colloquio, Amleto resta muto e li fa anche giurare, aiutato in questo compito dalla voce dello spettro, di non parlare con nessuno delle apparizioni. Dopo l'incontro Amleto diventa ancora più tetro.
Ofelia corre da suo padre, raccontandogli che Amleto si è presentato alla sua porta la notte prima mezzo svestito e con un comportamento bizzarro. Polonio incolpa l'amore per la follia di Amleto e decide di informare Claudio e Gertrude. Mentre entra, il re e la regina accolgono Rosencrantz e Guildenstern, due studenti conoscenti di Amleto, a Elsinore. La coppia reale ha chiesto ai due studenti di indagare sulla causa dell'umore e del comportamento di Amleto. Ulteriori notizie richiedono che Polonio attenda di essere ascoltato: messaggeri dalla Norvegia informano Claudio che il re di Norvegia ha rimproverato il principe Fortebraccio per aver tentato di riprendere le battaglie del padre. Le forze che Fortebraccio aveva arruolato per marciare contro la Danimarca saranno invece inviate contro la Polonia, sebbene attraverseranno il territorio danese per arrivarci.
Polonio racconta a Claudio e Gertrude la sua teoria sul comportamento di Amleto, e poi parla con lui in una sala del castello per cercare di saperne di più. Amleto finge di essere pazzo e insulta sottilmente Polonio per tutto il tempo. Quando Rosencrantz e Guildenstern, due amici d'università di Amleto a Wittemberg, arrivano, il principe accoglie calorosamente i suoi "amici", ma capisce subito che sono lì per spiarlo per conto di Claudio. Nella conversazione che servirebbe a rallegrarlo, Amleto ammette di essere turbato dalla situazione, ma si rifiuta di spiegarne il vero motivo, osservando invece "Che pezzo d'opera è un uomo!". Rosencrantz e Guildenstern raccontano ad Amleto di aver portato con sé una compagnia di attori incontrati durante il viaggio verso Elsinore. Amleto, dopo aver accolto gli attori e congedato i suoi amici diventati spie, chiede loro di recitare un soliloquio sulla morte di Re Priamo, testimoniata dalla Regina Ecuba, al culmine della Guerra di Troia. Amleto chiede quindi agli attori di mettere in scena "L'assassinio di Gonzago", un'opera teatrale che presenta una morte simile a quella del padre.  Amleto intende studiare la reazione di Claudio all'opera e quindi accertare la veridicità della storia del fantasma sulla colpevolezza di Claudio, o se egli sia piuttosto una visione demoniaca che intenda spingerlo all'assassinio dello zio. 
III Atto
(Amleto, III, I)
I due compagni vengono intanto richiamati dal re per sapere se hanno scoperto qualcosa sulla crisi di Amleto e su come si possa riportarlo ai vecchi svaghi. È presente anche Polonio che, quando vede che i due non riescono a spiegare la causa dei problemi del principe, propone al re di verificare se la tristezza di Amleto derivi dal non vedere più sua figlia Ofelia (sorella di Laerte). Quindi, congedati Rosencrantz e Guildenstern vengono congedati.
Polonio costringe Ofelia a restituire le lettere d'amore di Amleto al principe, mentre lui e Claudio osservano di nascosto per valutare la reazione di Amleto. Amleto cammina da solo nella sala mentre il Re e Polonio attendono l'ingresso di Ofelia. Amleto riflette su pensieri di vita contro la morte. Quando Ofelia entra e cerca di restituire le carte ad Amleto, egli la accusa di immodestia e grida "vai in un convento", sebbene non sia chiaro se anche questa sia una dimostrazione di follia o di genuina angoscia. Ofelia gli ricorda le vecchie profferte amorose, ma Amleto termina il dialogo con la tetra frase «Non avverranno più matrimoni e degli sposati uno morirà». La sua reazione convince Claudio che Amleto non è pazzo d'amore. Poco dopo, la corte si riunisce per assistere alla pièce commissionata da Amleto. Dopo aver visto il Re Attore assassinato dal suo rivale che gli versava del veleno nell'orecchio, Claudio si alza di scatto e scappa dalla stanza; per Amleto, questa è la prova della colpevolezza dello zio.
Gertrude convoca Amleto nella sua stanza per chiedergli spiegazioni. Nel frattempo, Claudio riflette tra sé e sé sull'impossibilità di pentirsi, poiché è ancora in possesso dei beni illecitamente ghermiti: la corona e la moglie del fratello. Si lascia cadere in ginocchio. Amleto, diretto a trovare la madre, gli si avvicina furtivamente alle spalle ma non lo uccide, ragionando che uccidere Claudio mentre prega lo manderà dritto in paradiso, mentre il fantasma del padre è bloccato in purgatorio. Nella camera da letto della regina, Amleto e Gertrude litigano aspramente. Polonio, spiando la conversazione da dietro un arazzo, chiede aiuto, mentre Gertrude, credendo che Amleto voglia ucciderla, lo chiede lei stessa.
Amleto, fraintendendo, crede che si tratti di Claudio, pugnala selvaggiamente, uccidendo Polonio, ma poi scosta la tenda e si accorge del proprio errore. In preda alla rabbia, Amleto insulta brutalmente la madre per la sua apparente ignoranza della malvagità di Claudio, ma il fantasma entra e rimprovera Amleto per la sua inazione e le sue dure parole. Incapace di vedere o sentire il fantasma, Gertrude interpreta la conversazione di Amleto con il fantasma come ulteriore prova di follia. Dopo aver implorato la regina di smettere di dormire con Claudio, Amleto se ne va, trascinando via il cadavere di Polonio.
IV Atto
Amleto scherza con Claudio sul posto dove abbia nascosto il corpo di Polonio e il re, temendo per la propria vita, invia Rosencrantz e Guildenstern ad accompagnare Amleto in Inghilterra con una lettera sigillata al re inglese, chiedendo che Amleto venga giustiziato immediatamente.
Sconvolta e sopraffatta dal dolore per la morte di Polonio, Ofelia vaga impazzita per Elsinore. Laerte torna dalla Francia, infuriato per la morte del padre e la follia della sorella. Claudio convince Laerte che l'unico responsabile è Amleto, ma presto arriva una lettera che indica che Amleto è tornato in Danimarca, sventando il piano di Claudio. Claudio allora cambia tattica, proponendo un incontro di scherma tra Laerte e Amleto per appianare le loro divergenze. A Laerte verrà dato un fioretto avvelenato e, se fallisce, Claudio offrirà ad Amleto del vino avvelenato come congratulazione. Gertrude irrompe e interrompe il colloquio per riferire che Ofelia è annegata, anche se non è chiaro se si sia trattato di suicidio o di un incidente causato dalla sua follia.
La regina stabilisce insieme a Polonio che, mentre lei parlerà con il figlio Amleto, Polonio si nasconda nella sua camera, cosicché possa riferire al re le sue parole. Mentre sfoga la sua collera con la madre, Amleto scambia Polonio per il re e lo uccide al grido di "un topo un topo!". Subito dopo, senza alcun rimorso, porta il corpo con sé per seppellirlo velocemente.
Saputo di quest'atto, il re conviene che si deve affrettare la sua partenza per l'Inghilterra e manda Rosencrantz e Guildenstern a sollecitarlo per partire subito con la scusa del vento favorevole.
Ofelia intanto giunge al palazzo in uno stato di completa pazzia perché, essendo venuta a sapere da alcune voci che il padre Polonio è stato ucciso, è stata sopraffatta dal nuovo dolore, aggiuntosi alla delusione amorosa inflittale da Amleto.
Amleto, intanto, in cammino verso il porto per imbarcarsi in direzione dell'Inghilterra, incontra le armate di Fortebraccio che passano sul territorio danese per attaccare la Polonia. Informatosi presso i soldati dell'importanza del territorio, viene a sapere che è un terreno brullo e strategicamente inutile, ma che loro lo conquisteranno, anche se ben difeso dai polacchi, solamente per l'onore che deriva da una conquista.
Ciò induce Amleto a riflettere sulla propria meschinità che gli fa lasciare invendicato l'assassinio del padre nonostante la sua richiesta di vendetta.
Laerte intanto, cui sono giunte delle false voci secondo le quali suo padre è stato ucciso dal re, messosi alla guida di un'accozzaglia di criminali e avventurieri, giunge in Danimarca, sbaraglia l'esercito danese e si presenta davanti al re, chiedendogli conto sia della morte di Polonio sia dei mancati onori funebri.
Il re, dopo un lungo colloquio durante il quale compare anche Ofelia, riesce a illustrare al furente Laerte tutta la verità, omettendo naturalmente il motivo della furia del principe.
V Atto
Orazio ha ricevuto una lettera da Amleto, che spiega come il principe sia fuggito negoziando con i pirati che hanno tentato di attaccare la sua nave diretta in Inghilterra, e gli amici si riuniscono fuori scena. Due becchini discutono dell'apparente suicidio di Ofelia mentre le scavano la fossa. Amleto arriva con Orazio e scherza con uno dei becchini, che ha dissotterrato il teschio di un giullare d'infanzia di Amleto, Yorick. Amleto raccoglie il teschio, esclamando "Ahimè, povero Yorick" mentre riflette sulla mortalità. Si avvicina il corteo funebre di Ofelia, guidato da Laerte. I due s'interrogano su quale nobildonna, poiché solo una nobildonna potrebbe avere una sepoltura cristiana anche uccidendosi, debba esser lì seppellita.  Amleto e Orazio inizialmente si nascondono, ma quando Amleto si rende conto che è Ofelia a essere sepolta, si rivela, accorre sulla bara della giovane e le proclama il suo amore. Laerte e Amleto si scontrano sulla tomba di Ofelia: Laerte è colmo di collera verso il principe, lo insulta e lo sfida a duello, ma la rissa viene sedata.
Il re propone allora a Laerte, come mezzo di vendetta, di sfidare Amleto a duello. I due concordano che Laerte userà una spada con la punta intinta in un potente veleno. Per sicurezza, il re decide anche di offrire al nipote, durante il duello, una bevanda avvelenata.
Il giorno seguente Amleto viene chiamato nella sala del re per la sfida che sarà all'ultimo sangue. Amleto però, prima del duello, si riconcilia con Laerte per mezzo di sincere scuse e dimostrazioni di stima.
Comincia il duello e Amleto sta avendo la meglio, così il re gli offre la coppa di vino avvelenato. Il giovane la rifiuta, ed è invece la regina a berla, con orrore del re. I duellanti, nella foga, si scambiano i fioretti, cosicché ognuno si ferisce con quello avvelenato.
La prima a soccombere è la regina. Laerte, pentito di aver escogitato un così ignobile piano, rivela tutto ad Amleto e poi muore per il veleno che lo ha ferito. La furia del principe si abbatte allora sul re e lo trafigge con la spada avvelenata, rivelandone i delitti e offrendogli anche la coppa avvelenata, da cui il re beve, morendo.
Amleto è in fin di vita quando Orazio gli annuncia che Fortebraccio è appena tornato vittorioso dalla Polonia. Amleto allora lo propone come nuovo re appena prima di morire. Fortebraccio, giunto quindi al castello, sale sul trono in quanto detentore dei maggiori diritti a reclamarlo, e dispone grandi funerali per il defunto principe.

### Curiosità
Il monologo di Amleto "Essere o non essere" (Atto III, scena I), il passaggio più famoso del dramma, vanta un'immensa gamma di interpretazioni sui palcoscenici di tutto il mondo, anche se spesso questo soliloquio viene erroneamente citato in associazione all'immagine di Amleto che tiene in mano un teschio. In realtà, la scena del teschio è nella parte finale del dramma (Atto V, scena I) e non ha niente a che vedere con To be or not to be, che si trova invece nella parte centrale (Atto III, scena I).

## Origini

### Fonti
La storia di Amleto si basa soprattutto sulla leggenda di Amleth, raccontata da Saxo Grammaticus nella Vita Amlethi, parte delle Gesta Danorum. La versione di Saxo, narrata nei libri 3 e 4, è molto simile all'Amleto di Shakespeare. In essa, a due fratelli, Orvendil e Fengi, è affidato il governo dello Jutland dal re dei Danesi Rørik Slyngebond. Poco dopo, Orvendil sposa la figlia di re Rørik, Geruth (Gertrude nell'Amleto); Amleto è il loro primo e unico figlio. Fengi è risentito del matrimonio di suo fratello e inoltre vuole il comando assoluto dello Jutland, perciò uccide Orvendil. Dopo un brevissimo periodo di lutto, Fengi sposa Geruth e si dichiara unico comandante dello Jutland. Tuttavia Amleto vendica l'omicidio del padre pianificando l'uccisione dello zio e diventa il nuovo e giusto sovrano dello Jutland.
Mentre nella versione di Shakespeare Amleto muore appena dopo lo zio, nella versione di Saxo sopravvive e comincia a governare il suo regno. In parte il testo potrebbe essere basato sulle Histoires Tragiques di François de Belleforest, una traduzione francese da Saxo, nella quale l'autore introduce la malinconia del protagonista. Si ritiene che comunque Shakespeare si sia basato anzitutto su un testo precedente, attualmente conosciuto come Ur-Hamlet, scritto dieci anni prima dallo stesso Shakespeare o da Thomas Kyd, autore de La tragedia spagnola.

### Composizione e stampa
L'accademico Gabriel Harvey annotò su una copia delle opere di Geoffrey Chaucer un commento sui gusti dell'epoca, nominando la tragedia come adatta a soddisfare le persone più colte. La nota è stata per un certo periodo considerata una prova della composizione della stessa prima del 1598, data presente sul libro, probabilmente l'anno in cui il professore di Cambridge lo acquistò. Edmond Malone ha fatto notare come l'annotazione è stata fatta insieme ad altre, tra cui un commento alla Gerusalemme liberata tradotta da Edward Fairfax solo nel 1600. Questo, oltre a testimoniare l'attenzione del mondo universitario elisabettiano intorno a quest'opera, non permette di datare la tragedia prima dell'anno 1600. Un ulteriore accenno al conte di Essex, decapitato nel 1601, segnalerebbe una datazione compresa tra questi due anni.
Un fatto certo è che la tragedia fu registrata allo Stationer's register il 26 luglio 1602, come è certo che nell'elenco Palladis Tamia di Francis Meres del 1598 la tragedia non è menzionata.
Ci sono tre versioni di Amleto dai primi anni del Seicento in formato in-folio e in-quarto.
Il dramma appare per la prima volta nel 1603 in una versione conosciuta come il "cattivo quarto". Questa edizione segue sostanzialmente la trama del dramma come la conosciamo, ma è molto più corta e il linguaggio spesso è molto diverso. Per esempio, nella versione più nota si legge "To be or not to be, that is the question", nel "cattivo quarto" è scritto "To be or not to be, aye there's the point".
Queste differenze fanno pensare che il testo sia stato pubblicato senza il consenso della compagnia, e messo insieme stenograficamente o da attori minori che ricordavano le battute degli altri a memoria.

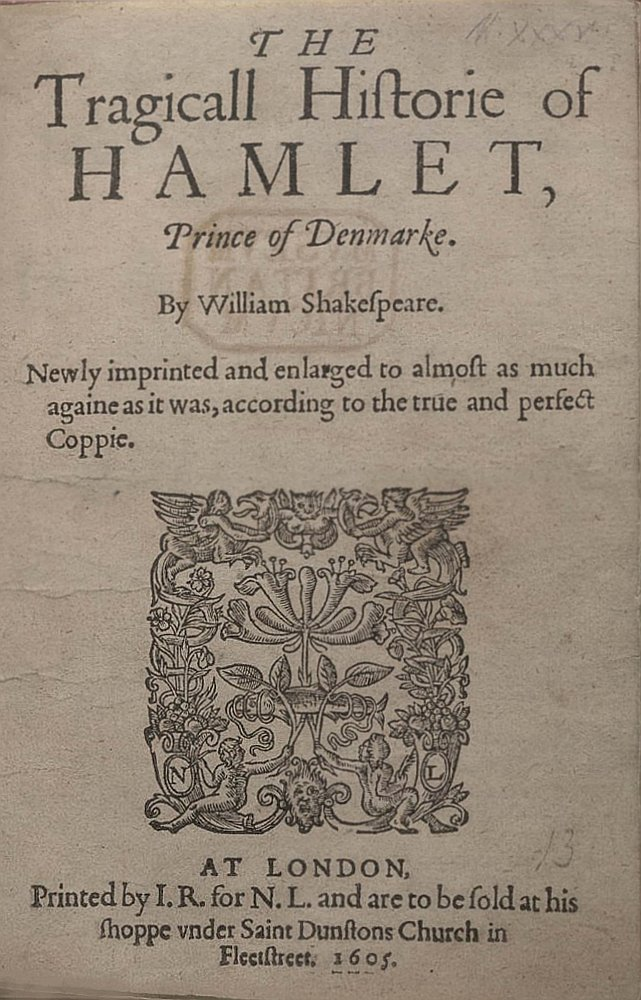
Il "secondo quarto" (Q2)

Il "secondo quarto" (Q2), autorizzato, fu pubblicato nel 1604, ed è il più lungo testo di Amleto che sia stato pubblicato in quel periodo.
La terza edizione fu quella pubblicata nel primo in-folio delle opere complete di Shakespeare. Questo testo è più corto ma contiene anche scene non presenti nel Q2.
Le edizioni moderne sono il compromesso tra il Q2 (vedi significato) e il testo in-folio. Qualcuno integra le due edizioni per ottenere un testo molto lungo. Altri ritengono che il testo in-folio rappresenti le intenzioni finali di Shakespeare e che i tagli sono stati fatti da lui. Di solito si possono trovare i passaggi del Q2 tagliati in un'appendice.
In teatro, rappresentare l'intero testo integrato Q2/in-folio ha una durata di circa 4 ore. Per questo, molte produzioni utilizzano un testo tagliato.
Alcune compagnie hanno sperimentato la rappresentazione del "cattivo quarto", che dura solo 2 ore, dichiarando che mentre alla lettura sembra peggiore, nella recitazione è più diretto della versione ufficiale.

## Commento

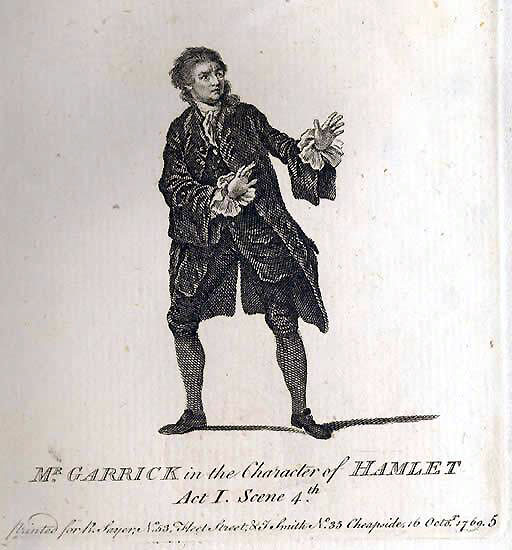
David Garrick nei panni di Amleto.

Alla corte di Danimarca il dubbio e l'ambiguità prevalgono. C'è incertezza tra essere e apparire, pensiero e azione. Il giovane principe sembra determinato a compiere la sua vendetta ma continuamente procrastina l'azione; l'esitazione sembra essere la sua malattia. Il dubbio è il suo antagonista (ostacolo) che lo perseguita sino alla fine (tanto che "amletico" è sinonimo di dubbioso e irresoluto).
Anche se è basato su una struttura convenzionale, Amleto apre la via a un moderno concetto di teatro. Muove il fulcro dell'attenzione da una vendetta privata verso un'indagine sulle basi dell'umana esistenza e sulla validità delle azioni umane. Mette sotto scrutinio un gran numero di argomenti (la legittimazione del potere, l'incesto), idee (morte, suicidio, esistenza di un mondo soprannaturale), valori (castità, onore, lealtà, amicizia), mancanza di valori (incostanza, ipocrisia, tradimento), relazioni (vincoli familiari), emozioni (amore, gelosia, odio), forme sociali (potere sovrano, gerarchia).
La tragedia è costruita su confusione e contraddizione che resistono a spiegazioni logiche che riflettono il punto di vista di Shakespeare nello scrivere. Per Goethe Amleto è l'eroe romantico, sensibile, dubbioso, wertheriano, schiacciato da un'impresa più grande di lui. 
Lo Schlegel vede in Amleto quasi un ipocrita verso se stesso, i cui scrupoli non sono che pretesti per mascherare la sua mancanza di risolutezza; mentre secondo Coleridge, la causa diretta dell'incapacità ad agire del malinconico principe è l'eccesso di pensiero, di riflessione. 
Al contrario, Nietzsche: "L'uomo dionisiaco assomiglia ad Amleto: entrambi hanno gettato una volta uno sguardo nell'essenza delle cose, hanno conosciuto e provano nausea di fronte all'agire; giacché la loro azione non può mutare nulla nell'essenza eterna delle cose [...] La conoscenza uccide l'azione, per agire occorre essere avvolti nell'illusione" (La nascita della tragedia). 
Per Karl Jaspers: "ciò che Amleto sa, e la sua brama di sapere, lo separano dal mondo. Egli non può vivere in esso secondo le sue leggi. E allora recita la parte del pazzo. La follia, in questo falso mondo, è la maschera che gli permette di non dissimulare [...] Nell'ironia gli è concesso di essere veritiero" (Del tragico). 
Amleto (uomo o personaggio) scrive Eliot “è dominato da un'emozione che è inesprimibile perché “in eccesso” rispetto ai fatti quali appaiono nel testo. La supposta identità di Amleto con il suo autore è vera, nella misura in cui lo scacco di Amleto (scarsa attendibilità oggettiva) corrisponde allo scacco artistico dell'autore”. Perciò dal punto di vista letterario è un'opera mancata, ma che può essere colmata solo dall'interpretazione scenica che ne fa un capolavoro.
Per Raffaello Piccoli ciò che inceppa la volontà di Amleto è la consapevolezza di un'infinita esigenza che egli sa di non poter mai assolvere in un atto particolare; per cui la sua vendetta non sarà un'azione giustificata se non in quanto avrà un valore universale. Non è il re immaturo per ricevere il castigo, ma Amleto per infliggerlo. Egli è ancora e sempre lo schiavo della passione, e l'azione compiuta in queste condizioni sarebbe essa stessa viziata e corrotta, un nuovo anello nella infinita catena del male. La debolezza di Amleto non è dunque una generica incapacità di agire: è il sentimento dell'inadeguatezza della sua coscienza all'azione moralmente giustificata.
Lo scrittore irlandese James Joyce dà grande spazio alla figura di Amleto nel suo libro Ulisse, trae dall'opera numerose citazioni, spesso messe in bocca a Leopold Bloom o a Stephen Dedalus. Inoltre, nel dialogo tra Dedalus e i poeti irlandesi nella biblioteca, egli parla di una sua teoria riguardante la comprensione dell'Amleto, secondo Dedalus, e secondo Joyce stesso, l'autore non si immedesima in Amleto, ma in suo padre.

## Contesto e interpretazione

### Religione

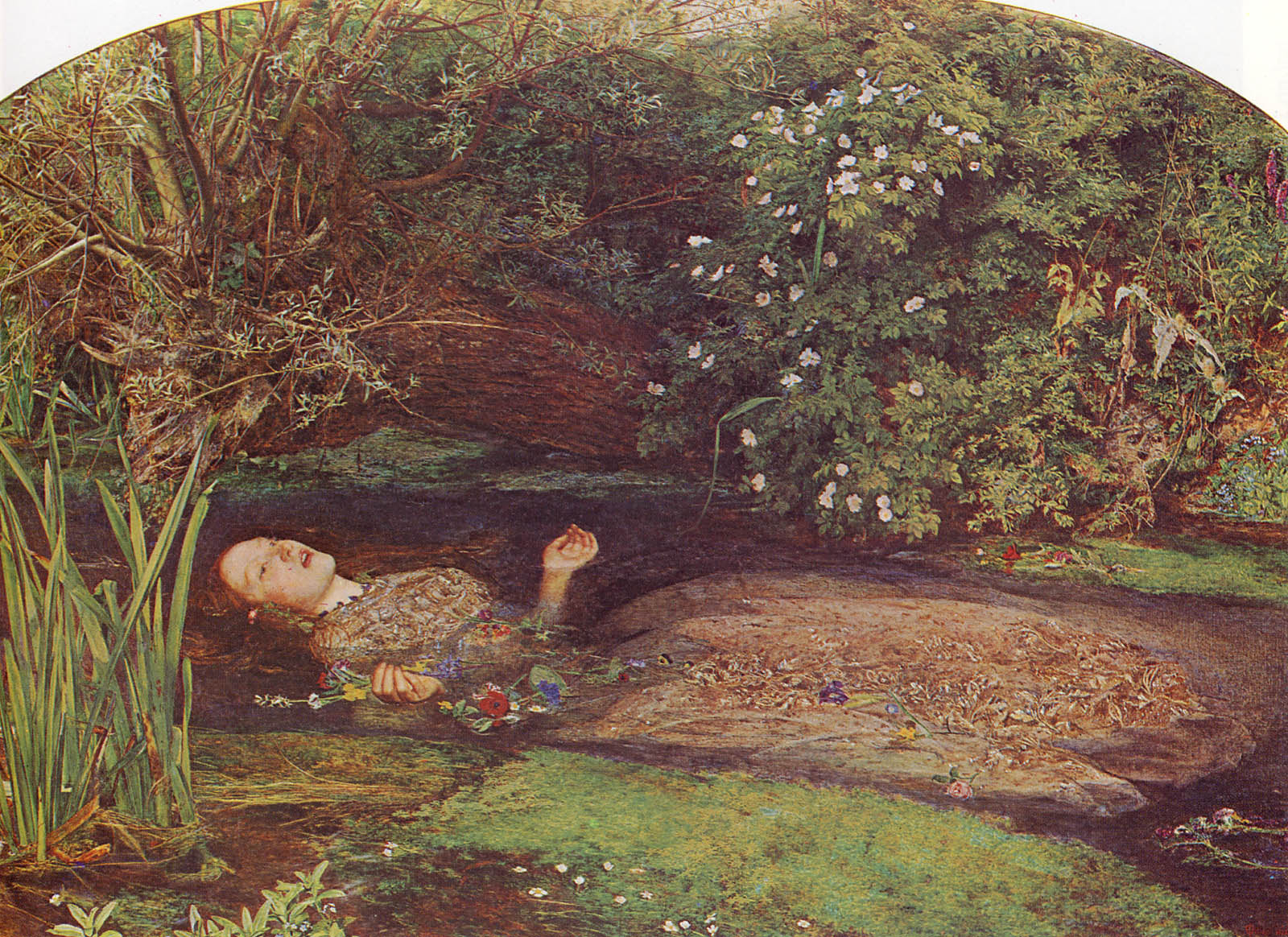
Ophelia ritrae la misteriosa morte di Ofelia per annegamento. Nell'opera, i becchini discutono se la morte di Ofelia sia stato un suicidio o no e se ella meriti una sepoltura cristiana. (Artista: John Everett Millais 1852).

Scritta in un momento di turbolenze religiose e al risveglio dello Scisma anglicano, l'opera è alternativamente cattolica (o devotamente medievale) e protestante (o consapevolmente moderna). Il Fantasma dice di essere in purgatorio, poiché morto senza l'estrema unzione. Questo, insieme alla cerimonia funebre di Ofelia, che è caratteristicamente cattolica, formano la maggior parte delle connessioni cattoliche dell'opera. Alcuni studiosi hanno osservato che le tragedie di vendetta vengono da paesi tradizionalmente cattolici, come la Spagna e l'Italia; e presentano una contraddizione, poiché secondo la dottrina cattolica il dovere maggiore si deve a Dio e alla famiglia. L'enigma di Amleto, allora, è se vendicare suo padre e uccidere Claudio, o se lasciare la vendetta a Dio, come richiesto dalla sua religione.
La maggior parte del protestantesimo dell'opera deriva dalla sua localizzazione in Danimarca – sia allora sia oggi un paese prevalentemente protestante, anche se non è ben chiaro se vi era l'intenzione di rispecchiare ciò nella Danimarca immaginaria dell'opera. Nell'opera si menziona Wittenberg, dove Amleto, Orazio, Rosencrantz e Guildenstern frequentano l'università, e dove Martin Lutero per la prima volta affisse le sue 95 tesi. Quando Amleto parla della “speciale provvidenza nella caduta di un passero”, egli riflette la credenza protestante secondo cui la volontà di Dio – la Divina Provvidenza – controlla anche il più piccolo evento ("neppure un passero cadrà a terra senza il volere del Padre", Vangelo secondo Matteo). Nel primo quarto, nella prima frase della medesima sezione si legge: “C'è una provvidenza predestinata nella caduta di un passero”, che suggerisce una connessione protestante persino maggiore attraverso la dottrina della predestinazione di Giovanni Calvino. Gli studiosi ipotizzano che l'Amleto possa essere stato censurato, poiché il termine “predestinato” appare solo in questo quarto.

### Filosofia
(Amleto, atto III, scena 1)

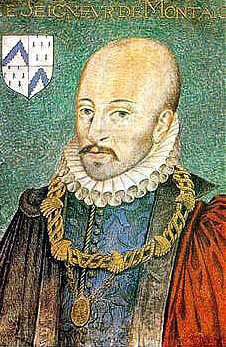
Le idee filosofiche nell'Amleto sono simili a quelle dello scrittore francese Michel de Montaigne, contemporaneo di Shakespeare, qui ritratto dall'incisore Thomas de Leu (1560–1612), basandosi sul dipinto di Daniel Dumonstier.

Spesso Amleto viene percepito come un personaggio filosofico, che espone idee che oggi sono descritte come relativismo, esistenzialismo e scetticismo. Per esempio, egli esprime un'idea relativista quando dice a Rosencrantz: “non c'è niente che sia un bene o un male, ma è il pensare che lo rende tale” [atto II scena 2]. L'idea che niente sia reale eccetto la mente dell'individuo trova le sue radici nei Sofisti greci, che sostenevano che poiché nulla può essere percepito tranne che mediante i sensi – e poiché gli individui sentono, e quindi percepiscono, le cose in maniera diversa – non c'è alcuna verità assoluta, ma solo verità relative. L'esempio più chiaro di esistenzialismo si ritrova nel monologo Essere o non essere, dove Amleto usa l'"essere" per alludere sia alla vita sia all'azione, e il “non essere” per rivolgersi alla morte e all'inazione. La contemplazione del suicidio in questa scena, tuttavia, è più religiosa che filosofica, poiché Amleto crede che continuerà a esistere dopo la morte.
Gli studiosi concordano nell'asserire che l'Amleto rifletta lo scetticismo contemporaneo che prevaleva nell'umanesimo rinascimentale. Prima dell'epoca shakespeariana, gli umanisti avevano sostenuto che l'uomo era la più grande creazione di Dio, fatta a Sua immagine e in grado di riconoscere la propria natura, ma questo punto di vista fu messo in dubbio, in particolar modo da Michel de Montaigne. L'amletico “Che capolavoro è l'uomo” richiama molte delle idee di Montaigne, ma gli studiosi discordano se Shakespeare le abbia estratte direttamente da Montaigne o se entrambi gli uomini avessero semplicemente reagito in modo simile allo spirito del tempo.

### Politica
All'inizio del XVII secolo la satira politica venne scoraggiata e i drammaturghi vennero puniti per i lavori “offensivi”. Nel 1597, Ben Jonson fu imprigionato per la sua partecipazione all'opera L'Isola dei Cani. Thomas Middleton venne imprigionato nel 1624, e il suo Una partita a scacchi venne bandita dopo nove rappresentazioni.
L'ambientazione in Danimarca fu un espediente di Shakespeare per poter fare satira sulla situazione politica inglese sfuggendo alla censura del regno. L'opera riuscì così a sfuggire alla censura e, lontano dall'essere soppresso, l'Amleto ottenne l'approvazione reale, come dimostra lo stemma reale sul frontespizio dell'Amleto del 1604.
Molti studiosi rivelarono infatti come il Polonio dell'Amleto prendesse in giro il defunto William Cecil (Lord Burghley) – tesoriere e consigliere della Regina Elisabetta I – poiché si possono riscontrare parecchi parallelismi. Il ruolo di Polonio in quanto uomo di stato più anziano è simile al ruolo di cui godeva Burghley; il consiglio di Polonio a Laerte può richiamare quello di Burghley a suo figlio Robert Cecil; la tediosa verbosità di Polonio rassomiglia a quella di Burghley. “Corambis” (il nome di Polonio nel primo quarto) ha assonanza con il termine latino per “doppio-cuore”, che potrebbe essere la satira del motto latino di Lord Burghley Cor unum, via una (“Un cuore, una strada”). Infine, la relazione della figlia di Polonio, Ofelia, con Amleto si può comparare con la relazione della figlia di Burghley, Anne Cecil, con il Conte di Oxford, Edward de Vere. Ciò, secondo alcuni, si presterebbe anche a sostegno della teoria secondo cui la paternità delle opere di Shakespeare sia del Conte di Oxford.

### Psicoanalisi

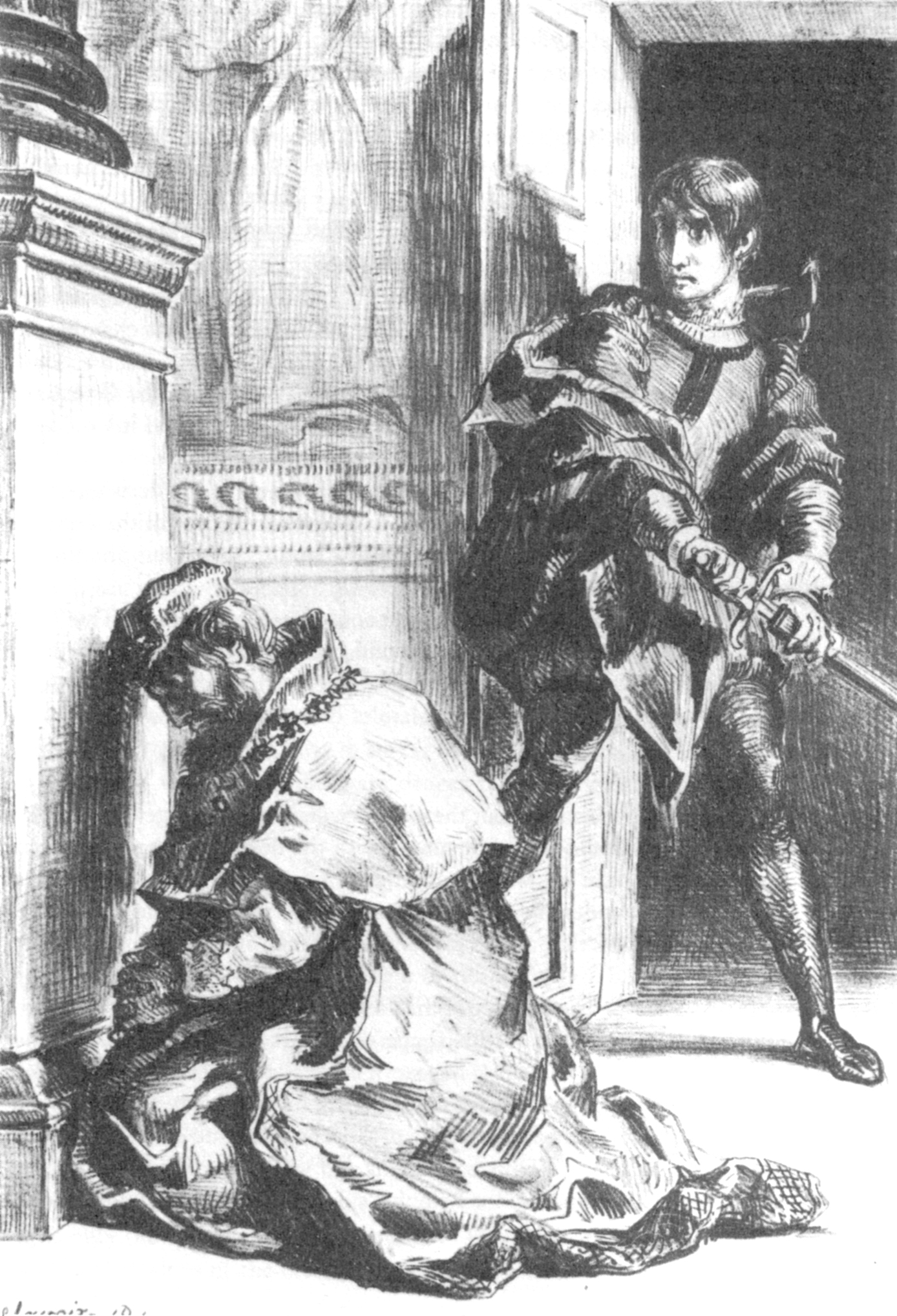
Sigmund Freud suggerisce che la causa delle esitazioni di Amleto sia un inconscio conflitto edipico. (Artista: Eugène Delacroix 1844).

Dalla nascita della psicoanalisi nel tardo XIX secolo, l'Amleto è stato oggetto di tali studi, in particolar modo da parte di Sigmund Freud, Ernest Jones, e Jacques Lacan, che hanno influenzato le produzioni teatrali.
Nella sua Interpretazione dei Sogni (1899), l'analisi di Freud parte dalla premessa che “l'opera è costruita sulle esitazioni di Amleto sul soddisfacimento del compito di vendetta che gli è stato assegnato; ma il testo non offre ragioni o motivi validi per tali esitazioni”. Dopo una rassegna di varie teorie letterarie, Freud conclude che Amleto ha un “desiderio edipico per sua madre e la colpa che da ciò ne deriva gli impedisce di uccidere l'uomo [Claudio] che ha fatto ciò che egli inconsciamente desiderava fare”. Confrontandosi col suo rimosso, Amleto si rende conto che “egli stesso non è meglio del peccatore che egli deve punire”. Freud suggerisce che l'apparente “avversione per la sessualità” di Amleto – articolata nella conversazione “monacale” con Ofelia – si concilia con tale interpretazione. John Barrymore introdusse i significati reconditi di Freud nella sua produzione a New York del 1922, che è andata in scena per il tempo record di 101 serate.
Negli anni Quaranta, Ernest Jones – psicoanalista e biografo di Freud – sviluppò le idee freudiane in una serie di saggi che culminarono nel suo libro Amleto e Edipo (1949). Influenzate dall'approccio psicanalitico di Jones, parecchie produzioni hanno ritratto la “scena dell'armadio", in cui Amleto si confronta con sua madre nelle sue stanze private, in luce sessuale. In questa lettura, Amleto è disgustato dall'incestuosa relazione della madre con Claudio quando, allo stesso tempo, teme di ucciderlo, poiché questo eliminerebbe la sua via per giungere al letto della madre. Anche la pazzia di Ofelia dopo la morte del padre può essere letta sotto un'ottica freudiana, come reazione alla morte del suo amante sperato, suo padre. Ella è travolta dal non aver mai soddisfatto l'amore per lui, terminato in modo tanto brusco, che la porta nell'oblio della follia. Nel 1937, Tyrone Guthrie diresse Laurence Olivier in un Amleto ispirato a Jones, rappresentato all'Old Vic.
Negli anni cinquanta, le teorie strutturaliste di Lacan sull'"Amleto" vennero presentate per la prima volta in una serie di seminari tenuti a Parigi e in seguito pubblicati in “Desiderio e Interpretazione del Desiderio nell'"Amleto"”. Lacan postulò che la psiche umana è determinata da strutture del linguaggio e che le strutture linguistiche dell'"Amleto" gettavano luce sul desiderio umano. Il suo punto di partenza sono le teorie edipiche di Freud, e il tema centrale del lutto che pervade tutto l'"Amleto". Nell'analisi di Lacan, Amleto assume inconsciamente il ruolo di fallo – la causa della sua inazione – e si distanzia sempre più dalla realtà “per via del lutto, della fantasia, del narcisismo e della psicosi”, che creano buchi (o mancanze, "manque") negli aspetti reale, immaginario e simbolico della psiche. Le teorie di Lacan hanno influenzato il criticismo letterario dell'"Amleto" per via della sua visione alternativa dell'opera e del suo uso della semantica per esplorare la psicologia dell'opera.

### Femminismo

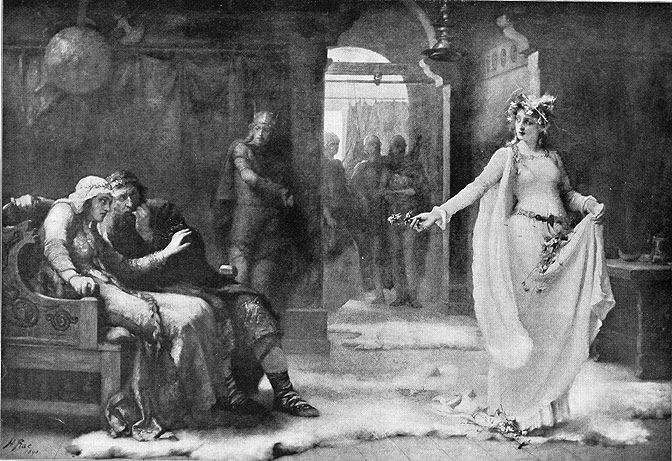
Ofelia è distrutta dal dolore. Le critiche femministe hanno esplorato la sua discesa nella follia. (Artista: Henrietta Rae 1890).

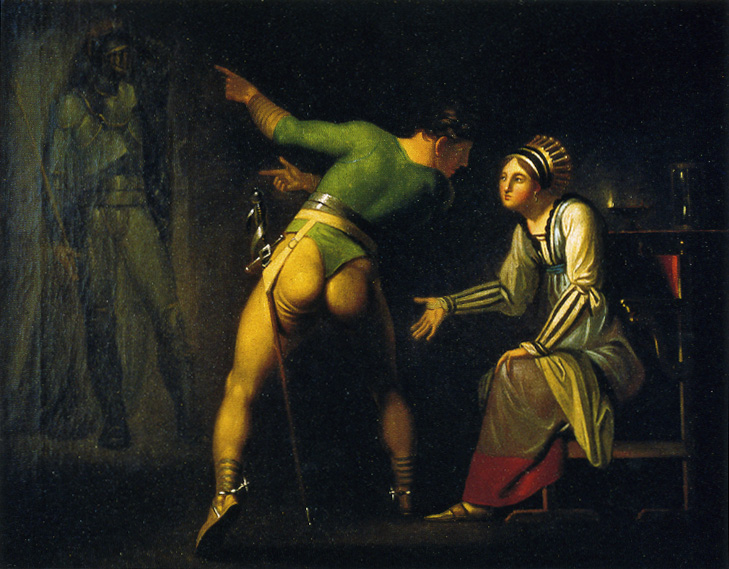
Amleto tenta di mostrare a sua madre Gertrude il fantasma del padre (artista: Nicolai A. Abildgaard ca. 1778).

Nel XX secolo le critiche femministe aprirono nuovi approcci per Gertrude e Ofelia. I critici del New Historicism e del materialismo culturale esaminano l'opera nel suo contesto storico, tentando di mettere insieme il suo originario contesto culturale. Essi si concentrarono sul ruolo di genere dell'Inghilterra pre-moderna, puntando alla comune trinità di nubile, moglie o vedova, con le sole prostitute escluse dallo stereotipo. In questa analisi, l'essenza dell'Amleto è la mutata percezione della madre da parte del protagonista, che la vede ora come una prostituta per non essere riuscita a rimanere fedele al precedente coniuge. Di conseguenza, Amleto perde fede in tutte le donne, trattando Ofelia come se anche lei fosse una prostituta e disonesta con lui. Ofelia, per alcuni critici, può tuttavia essere bella e onesta; è virtualmente impossibile collegare queste due caratteristiche, poiché la bellezza è un tratto esteriore, mentre l'onestà è interiore.
Il saggio del 1957 di Carolyn Gold Heilbrun, La madre di Amleto, difende Gertrude, asserendo che il testo non suggerisce mai che Gertrude sapesse che fosse stato Claudio ad avvelenare il re Amleto. Tale punto di vista è stato difeso da molte critiche femministe. Heilbrun sostiene che gli uomini per secoli hanno completamente travisato Gertrude, accettando la visione che di lei ha Amleto, invece di seguire il testo dell'opera. Considerando il testo, infatti, non vi è alcuna prova evidente che Gertrude fosse un'adultera: si sta semplicemente adattando alle circostanze della morte di suo marito per il bene del regno.
Anche Ofelia è stata difesa dalle critiche femministe, in particolar modo da Elaine Showalter. Ofelia è circondata da uomini potenti: suo padre, suo fratello e Amleto. Tutti e tre scompaiono: Laerte parte, Amleto la abbandona e Polonio muore. Le teorie convenzionali avevano sostenuto che senza questi tre uomini potenti che prendevano le decisioni per lei, Ofelia è condotta alla pazzia. Le teorie femministe sostengono piuttosto che lei diventi matta per il senso di colpa poiché, quando Amleto uccide suo padre, lei soddisfa il suo desiderio sessuale che Amleto uccida il padre in modo tale che possano stare insieme. Showalter fa notare come Ofelia sia diventata il simbolo della donna affranta e isterica nella cultura moderna.

### Chi eraGonzago

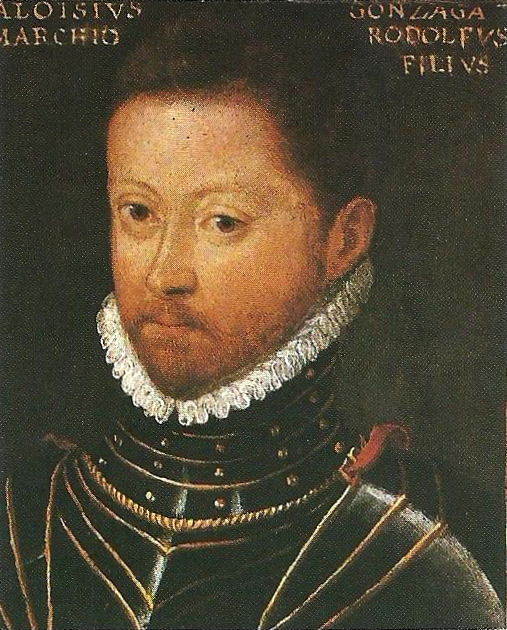
Aloisio Gonzaga, marchese di Castel Goffredo.

Benché in dramma Amleto sia ambientato in Danimarca, alcuni riferimenti a un Gonzago
(Shakespeare, Amleto, Atto III, Scena II.)
e alle modalità di assassinio di Amleto, farebbero pensare che lo scrittore si sia rifatto a qualche resoconto dell'epoca, trasmesso "in buon italiano". Si tratterebbe dell'episodio che portò alla morte nel 1538 del duca di Urbino Francesco Maria I Della Rovere, marito di Eleonora Gonzaga, forse avvelenato da un sicario del marchese di Castel Goffredo Aloisio Gonzaga, cugino della moglie. Il riferimento invece a "Baptista" riguarderebbe un altro duca di Urbino, Federico da Montefeltro, che sposò Battista Sforza.

## Rappresentazioni e adattamenti

### La tragedia a teatro

#### Le prime rappresentazioni e il XVII secolo

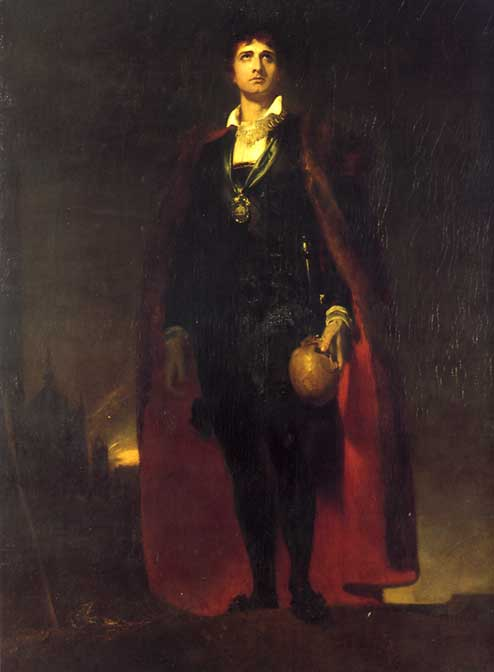
John Philip Kemble nei panni di Amleto

Il ruolo del principe di Danimarca fu quasi sicuramente scritto per Richard Burbage, il primattore dei Lord Chamberlain's Men noto per la straordinaria memoria ed espressività. A giudicare dal numero di ristampe, Amleto era la quarta opera shakespeariana più richiesta dai lettori, dopo Enrico IV Parte 1, Riccardo III e Pericle, principe di Tiro. Esistono scarse informazioni sulle prime rappresentazioni della tragedia, ma è noto che la ciurma della Red Dragon mise in scena l’opera una volta approdati in Sierra Leone nel settembre 1607 e che una prima tournée di Amleto percorse la Germania nel 1628, dodici anni dopo la morte di Shakespeare. La tragedia fu anche messa in scena per due sovrani Stuart: Giacomo I nel 1619 e Carlo I nel 1637. Dopo la chiusura dei teatri del 1642 la tragedia non fu più rappresentata (almeno ufficialmente) fino alla Restaurazione, quando ricominciò a godere di grande successo e fu una delle opere teatrali più inscenate dalla Duke’s Company di Sir William Davenant. Thomas Betterton fu un acclamato principe di Danimarca nella compagnia di Davenant e continuò a interpretare la parte fino alla morte, avvenuta a settantaquattro anni.

#### Il XVIII secolo
Le innovazioni tecniche e drammatiche apportate durante la Restaurazione (teatri più intimi che permettevano una recitazione più realistica, cambi di scenografia, attrici in ruoli femminili) diedero nuova linfa alle mises en scène di Amleto. Un apprezzato interprete del ruolo principale fu David Garrick nella celebre produzione in scena al Drury Lane, con un quinto atto pesantemente rimaneggiato dallo stesso Garrick. Intanto, Amleto sbarcava oltreoceano e nel 1759 si riporta a Filadelfia la prima produzione statunitense, messa in scena dall’American Company con Lewis Hallam Jr. nel ruolo del principe. Nel 1775 Sarah Siddons divenne la prima interprete femminile del ruolo di Amleto, un ruolo che interpretò altre otto volte nei tre decenni successivi. Gli anni immediatamente successivi all’indipendenza americana videro Thomas Apthorpe Cooper interpretare il principe a Filadelfia e New York, seppur con grandi problemi di memorizzazioni delle battute. Nel 1783 il Drury Lane vide una nuova acclamata produzione, con John Philip Kemble nel ruolo eponimo e l’innovazione di Richard Brinsley Sheridan di accompagnare i versi con della musica.

#### Il XIX secolo

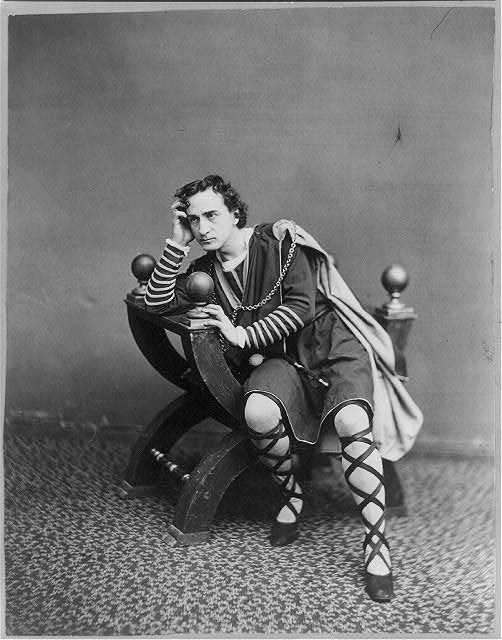
Edwin Booth nel ruolo di Amleto (1870)

Tra il 1810 e il 1840 diversi primattori inglesi attraversano gli Stati Uniti in numerosi tour della tragedia e tra loro anche George Frederick Cooke, Junius Brutus Booth, Edmund Kean e Charles Kemble. Alcuni di loro si trasferirono stabilmente negli Stati Uniti, come Cooke e, soprattutto, Booth, i cui figli calcarono a propria volta le scene: John Wilkes Booth fu un apprezzato attore teatrale, anche se la sua fama è soprattutto legata all’omicidio di Lincoln, mentre il primogenito Edwin Booth divenne il più acclamato Amleto degli Stati Uniti. Edwin Booth interpretò Amleto per circa cento repliche al Winter Garden Theatre di New York tra il 1864 e il 1865, per poi riprendere la parte in una nuova lettura particolarmente idealistica nel 1875, al Fifth Avenue Theatre di New York.
Intanto a Londra le compagnie mettevano in scena produzioni sempre più elaborate, con grande sfarzo di scenografie e costumi, tanto che George Bernard Shaw finì per affermare ironicamente che la produzione in scena al Lyceum Theatre di Londra con Johnston Forbes-Robertson doveva aver fatto qualcosa di sbagliato, dato che tutta l’attenzione era sugli attori e non sulla scenografia. Particolarmente apprezzati furono gli Amleti di Samuel Phelps e, soprattutto, di Henry Irving, che ricoprì il ruolo con grandi apprezzamenti da Bram Stoker nel 1874 e nuovamente nel 1881 accanto all’Ofelia di Ellen Terry. Vi furono alcuni tentativi di contrastare l’opulenza delle messe in scena già nei primi decenni del secolo: Edmund Kean sorprese i critici con una performance austera e introspettiva. Nel 1881 fu William Poel ad optare per un allestimento spartano, con la scenografia prevalentemente composta da drappi rossi, nella sua produzione che si basava prevalentemente sul Q1.
Sarah Bernhardt fu un’acclamata interprete femminile di Amleto nel 1899 in Francia, dove l’amore per Shakespeare era stato introdotto da Charles Kamble nel 1827, in un allestimento in cui l'Ofelia di Harriet Smithson incantò Victor Hugo e Alexandre Dumas. La tragedia riscuoteva un enorme successo anche nei teatri tedeschi, tanto che a metà del secolo Ferdinand Freiligrath affermò: “Amleto è la Germania”.

#### Il XX secolo

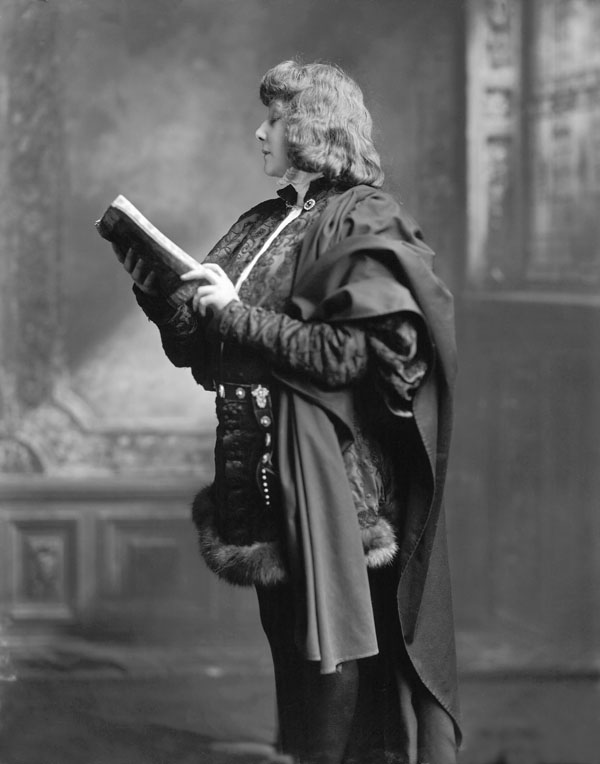
Sarah Bernhardt nel ruolo di Amleto a Parigi (1899)

Per Amleto il XX secolo si inaugurò con il debutto giapponese, avvenuto nel 1903 ad opera di Otojirō Kawakami in un allestimento dai tratti Shinpa. Nel 1911 Tsubouchi Shōyō tradusse e produsse un nuovo allestimento giapponese che mescolava Kabuki e Shingeki, in uno stile sperimentale che raggiunge il proprio apice con l’allestimento di Tsuneari Fukuda del 1955. La fusione di tecniche del teatro giapponese e testo shakespeariano caratterizza anche allestimenti più recenti, come quello di stampo nō diretto da Tsuneari Fukuda del 1998.
Nel 1911 Konstantin Sergeevič Stanislavskij ed Edward Gordon Craig collaborano a una celebre produzione della tragedia per il Teatro d'arte di Mosca. Mentre il primo spingeva sull’introspezione psicologica applicando il Metodo Stanislavskij, Craig invece adottava un approccio simbolista ed astratto. L’allestimento fu un enorme successo di critica e pubblico, guadagnandosi plausi da tutta la scena teatrale europea.
Il XX secolo riportò in scena gli aspetti più politici della tragedia soppressi dal Romanticismo: Leopold Jessner diresse un allestimento al Berlin Staatstheater nel 1926 in cui la corte di Claudio divenne chiara parodia di quella di Guglielmo II di Germania, mentre altrove l’opera divenne metafora di eventi contemporanei di straniamento collettivo: l'inquietudine politica in Polonia, la denuncia di occupazione straniera in Cecoslovacchia, i sentimenti antimonarchici in Cina, la perdita di identità in Vietnam.
Il mondo anglofono vide altre leggende del teatro alternarsi nel ruolo del principe di Danimarca, a partire da John Barrymore che con le sue interpretazioni a New York (1922) e Londra (1925) si guadagnò l’epiteto di massimo attore tragico americano. Le sue orme furono seguite con successo da John Gielgud, il cui Amleto rimase in cartellone per 132 repliche a New York nel 1936 e sottrasse a Barrymore il titolo di miglior principe di Danimarca. Per quanto successivamente rivalutato (o svalutato) dalla critica, l’Amleto di Maurice Evans fu un successo e mise in scena l’opera integrale dalla durata di oltre duecentosettanta minuti a New York nella stagione 1938/1939. Evans portò una versione ridotta della tragedia in un tour delle zone di guerra del Pacifico meridionale e nuovamente a Broadway per 131 repliche nella stagione 1945/1946, dando un piglio più deciso e combattivo – adatto ai tempi – al ruolo del principe. 
Intanto, Laurence Olivier riempiva l’Old Vic nella produzione del 1937, acclamatissima dal pubblico e stroncata dalla critica. Nello stesso anno Tyrone Guthrie diresse Olivier e Vivian Leigh in un allestimento in scena al Castello di Elsinore in Danimarca. Olivier ebbe anche occasione di dirigere Amleto, nella produzione inaugurale del Royal National Theatre con Peter O’Toole nel 1963.

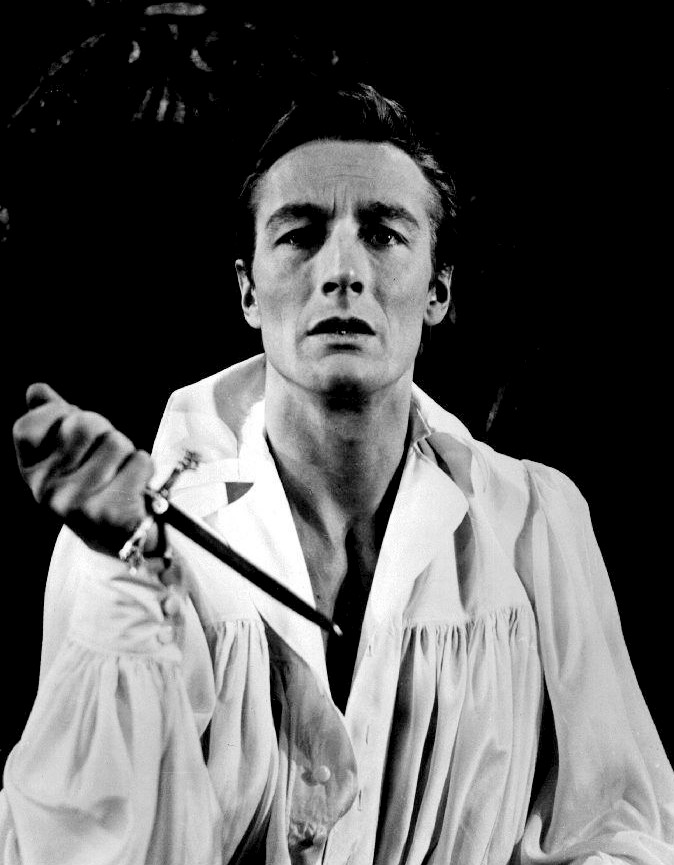
John Neville in Amleto (1959)

L’anno successivo fu John Gielgud a dirigere la tragedia, questa volta a Broadway e con Richard Burton nel ruolo di Amleto per la seconda volta; la produzione, con Gielgud nel ruolo dell’ombra del padre di Amleto, rimase in cartellone per 137 repliche e rimane tuttora la produzione più longeva dell’opera a Broadway. Un’altra apprezzata produzione newyorchese è stata quella di Joseph Papp al Delacort Theatre con Stacy Keach (Amleto), Colleen Dewhurst (Gertrude), James Earl Jones (Claudio), Barnard Hughes (Polonius), Sam Waterston (Laerte) e Raúl Juliá (Osric). Tra i numerosi acclamati attori che si cimentarono nel ruolo di Amleto sui palchi statunitensi nel XX secolo si ricordano Nicol Williamson (New York, 1969), Sam Waterston (New York, 1975), John Voight (Newark, 1976), William Hurt (New York, 1982), Christopher Walken (Stratford, Connecticut, 1982), Diane Venora (New York, 1982), Kevin Kline (New York, 1986 e 1990), Stephen Lang (New York, 1992). Amleto resta il dramma più rappresentato sulle scene newyorchese e si contano sessantaquattro allestimenti diversi solo a Broadway.
Dall’altra parte dell’Oceano Atlantico il venticinquenne David Warner divenne il più giovane Amleto della Royal Shakespeare Company in un allestimento diretto da Peter Hall nel 1965 e con Glenda Jackson nel ruolo di Ofelia. Altri apprezzati interpreti del ruolo di Amleto in Gran Bretagna furono Alec Guinness (1939), Paul Scofield (1948), Robert Eddison (1948), Michael Redgrave (1958), John Neville (1959), Jeremy Brett (1961), Giorgio Albertazzi (1964), Alan Howard (1970), Ian McKellen (1971), Ben Kingsley (1975), Albert Finney (1975), Derek Jacobi (1979), Jonathan Pryce (1980), Nabil Shaban (1982), Anton Lesser (1982), Roger Rees (1984), Tim McInnerny (1985), Mark Rylance (1989), Iain Glen (1991), Alan Rickman (1992), Kenneth Branagh (1992), Alan Cumming (1993), Stephen Dillane (1994), Richard Roxburgh (1994), Ralph Fiennes (1995) ed Alex Jennings (1997). Nel 1989 Richard Eyre, che aveva già diretto un acclamatissimo revival nel 1980 al Royal Court Theatre, diresse una nuova produzione di Amleto al Royal National Theatre con Daniel Day-Lewis, Judi Dench (Gertrude) e John Castle (Claudio). L’interpretazione di Day-Lewis fu accolta freddamente dalla critica e l’attore collassò in scena dopo circa sessanta rappresentazioni, per poi abbandonare definitivamente la produzione. Per le restanti repliche dal 9 ottobre al 13 novembre, il ruolo di Amleto fu interpretato da Ian Charleson, gravemente malato di AIDS, che morì sette settimane dopo la fine delle repliche; diversi critici considerarono la sua interpretazione insuperabile.

#### Il XXI secolo
Nel secolo corrente Amleto gode ancora di grande popolarità e il ruolo principale viene interpretato da attori teatrali ma anche star del cinema richiamate dal prestigio del ruolo. Particolarmente apprezzate sono state le interpretazioni di Simon Russell Beale (Londra, 2000; Brooklyn, 2001), Angela Winkler (Londra, 2000), Adrian Lester (2001), Samuel West (Londra, 2001), Christopher Eccleston (Leeds, 2002), un giovanissimo Ben Whishaw (Londra, 2004), Toby Stephens (2004), David Tennant (Stratford/Londra, 2008), Rory Kinnear (Londra, 2010), John Simm (Sheffield, 2010), Maxine Peake (Manchester, 2014), Oscar Isaac (New York, 2017), Andrew Scott (Londra, 2017), Michael Urie (Washington, 2018), Michelle Terry (Londra, 2018) e Ruth Negga (Dublino, 2018).
Jude Law ha interpretato Amleto accanto alla Gertrude di Penelope Wilton a Londra nel 2009, per poi riprendere brevemente la parte a Elsinore e Broadway. Nel 2013 Paul Giamatti ha ricevuto forti consensi per il suo principe in una produzione in scena a Yale. A partire dal 2014 una produzione della tragedia allestita dal Globe Theatre è andata in una tournée mondiale che ha toccato oltre 170 paesi per celebrare il quattrocentocinquantesimo anniversario della nascita di Shakespeare. Nel 2014 Benedict Cumberbatch ha interpretato Amleto al Barbican Centre per 12 settimane, mentre Tom Hiddleston si è cimentato con la parte per tre settimane alla Royal Academy of Dramatic Art con la regia di Kenneth Branagh.

### Amletoin Italia

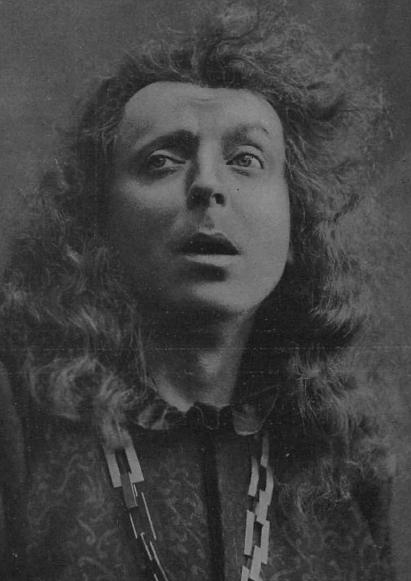
Ermete Zacconi nel ruolo di Amleto (1910)

Fu solo con il Romanticismo che Amleto e, in generale, le opere di Shakespeare permearono il panorama teatrale italiano. Mentre in Francia e Germania le opere di Shakespeare venivano rappresentate saltuariamente già dal diciassettesimo secolo, bisognerà aspettare la metà del XIX secolo per vedere il teatro di Shakespeare rappresentato anche in Italia. Il ritardo dell’arrivo di Shakespeare, e del Romanticismo, è da imputare in parte alla Querelle des Anciens et des Modernes che immobilizzò il panorama culturale per decenni. La ragione principale fu, tuttavia, l’assenza di traduzioni dall’inglese, fenomeno paradigmatico del rapporto tra il teatro shakespeariano e l’Italia: la traduzione detta la messa in scena dell’opera.
Il primo brano shakespeariano tradotto in italiano fu il monologo di Amleto “Essere o non essere’’, ad opera di Paolo Rolli nel 1739. La traduzione di Rolli voleva essere una risposta a un attacco di Voltaire contro Shakespeare e fu presto seguita da una traduzione dell’intera tragedia ad opera di Alessandro Verri (1766-1767). La prima messa in scena di Amleto, tradotto da Francesco Gritti, andò in scena al Teatro Malibran di Venezia per nove notti nel 1774; tuttavia non si trattava dell'Amleto di Shakespeare, bensì un adattamento profondamente modificato perché rispecchiasse il conflitto corneilliano tra amore e dovere. Per ottenere questo risultato la trama fu cambiata notevolmente – Ofelia, ad esempio, divenne la figlia di Claudio – e, secondo Gritti, migliorata rispetto all’originale inglese. Il titolo con cui l’opera andava in scena già evidenziava la lontananza dal testo shakespeariano: Amleto tragedia di M. Ducis ad imitazione della inglese di Shakespeare. L’adattamento di Duci godette di un discreto successo e fu messo in scena a Firenze nel 1793 con Antonio Morrocchesi nel ruolo di Amleto e a Bologna nell’estate 1795.

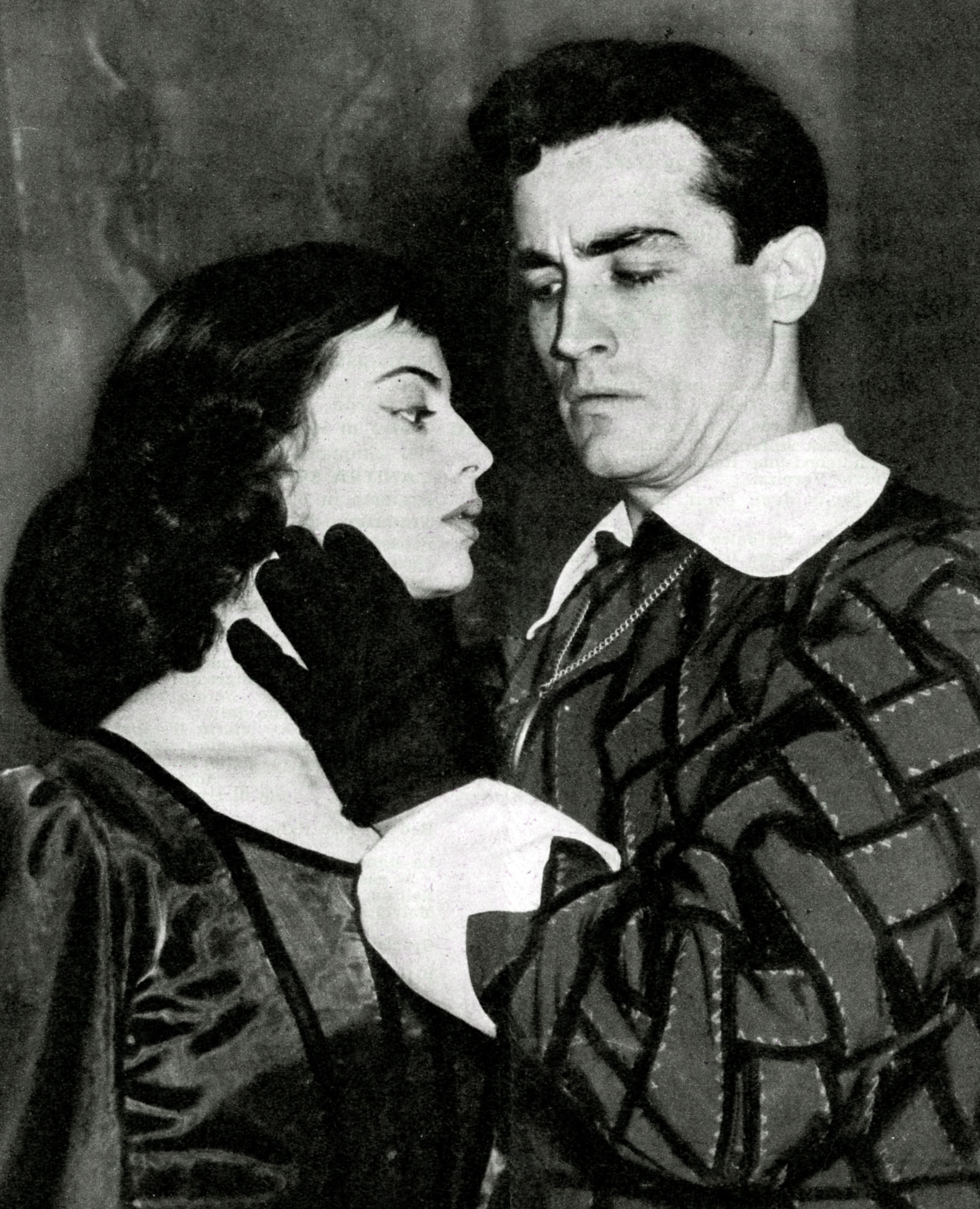
Anna Maria Ferrero e Vittorio Gassman nei ruoli di Ofelia e Amleto (1956)

Le opere di Shakespeare cominciarono ad essere tradotte sistematicamente a partire dal diciannovesimo secolo. La prima traduzione stampata di Amleto è quella di Michele Leoni (1814), la più significativa quella di Carlo Rusconi (1839), traduttore dell’intero canone shakespeariano. Giulio Carcano pubblicò nel 1843 la traduzione delle dieci opere shakespeariani principali e risolse la compresenza di versi e prosa – che aveva spiazzato spettatori e traduttori – traducendo tutto in poesia. Alemanno Morelli fu il primo attore ad interpretare l'Amleto di Shakespeare, utilizzando la traduzione in prosa di Rusconi e i versi di Carcano per la scena in cui istruisce gli attori; il finale non era quello shakespeariano, ma una versione in cui solo Amleto si salva già proposta a Venezia da Duci. Sei anni più tardi Ernesto Rossi fece propria la parte e, dandole caratteristiche da eroe romantico, continuò a recitarla per quasi quarant’anni. Tommaso Salvini fu il principe di Danimarca a Venezia nel 1856, ma la sua performance non fu acclamata tanto quanto il suo Otello. Ermete Novelli si cimentò con la parte nel 1893, ma il suo Amleto fu considerato inferiore al suo Shylock.
Ermete Zacconi continuò ad interpretare Amleto dal 1887 al 1933, mentre Ferruccio Garavaglia portava in scena la tragedia nel 1909. Ruggero Ruggeri fu Amleto nel 1915 e nel 1926, una performance che Antonio Gramsci criticò per l’attaccamento romantico ormai superato alla tragedia personale del principe, ma molto apprezzata dai critici londinesi. Alessandro Moissi fu il primo Amleto moderno, disincantato e privo di retorica, nel 1934. Nel 1937 Anton Giulio Bragaglia diresse con successo Memo Benassi, che si allontanò dall’interpretazione di Goethe della tragedia a favore di un approccio più realistico. Renzo Ricci fu Amleto nel 1936 e nel 1944, una seconda interpretazione profondamente influenzata da quella di Alec Guinness, che aveva appena portato l'Amleto dell’Old Vic sulle scene italiane. Luigi Squarzina diresse Vittorio Gassman in una versione integrale dell’opera in scena al Teatro Valle di Roma nel 1952, in un allestimento che, come la storica del teatro Lura Caretti fa notare, "non punta più i riflettori soltanto sul protagonista, ma dà luce
all’intera dinamica della tragedia, in quel regno marcio di Danimarca
che tutti contamina e travolge". La Caretti apprezzò particolarmente la regia di Squarzina, evidenziando come "da tutto lo studio, dalle ipotesi, dalle discussioni e dalle prove fosse stata distillata una narrazione scenica dell'Amleto che è insieme piano di regia e saggio critico". Il regista Gian Carlo Riccardi diresse e rivisitò diverse versioni dell'Amleto tra gli anni '60 e '70. Gabriele Lavia diresse e interpretò Amleto negli anni 80.
Leo de Berardinis con Perla Peragallo nel 1967 misero in scena il loro "spettacolo cineteatrale" La faticosa messinscena dell'Amleto di William Shakespeare. Nel 1984, con la Cooperativa Nuova Scena di Bologna, de Berardinis mise in scena al Teatro Testoni un Amleto particolarissimo, che segna l'inizio di quella che sarà definita poi la Trilogia shakespeariana (Amleto, 1984-85; King Lear. Studi e variazioni, 1985; La Tempesta, 1986-87).
Tra le più recenti messe in scena vanno ricordate quelle di Valter Malosti (Torino, Teatro Gobetti, 5 marzo 2013) e di Valerio Binasco (Moncalieri, Fonderie Teatrali Limone, 30 aprile 2019).

### Trasposizioni cinematografiche
Amleto è di gran lunga l'opera shakespeariana che è stata rappresentata al cinema con maggior frequenza e successo; tuttavia, malgrado la quantità di adattamenti cinematografici finemente elaborati, pochi sono i film che hanno ottenuto la piena visibilità con opportuna distribuzione cinematografica: "Amleto" (1948) di Laurence Olivier, "Amleto" (1964) di Grigori Kozintsev, "Amleto" (1969) di Tony Richardson (prima versione a colori), "Amleto" (1990) di Franco Zeffirelli, "Hamlet" (1996) di Kenneth Branagh e infine "Hamlet 2000" (2000) di Michael Almereyda.
Il personaggio che incarna il dubbio esistenziale è stato rappresentato fin dagli albori della cinematografia sia da attori sia da attrici. Tra le interpretazioni femminili, fecero scalpore quella di Sarah Bernhardt nel film del 1900, e inferiore per notorietà la prova d'attrice della danese Asta Nielsen nella pellicola del 1921, nella quale introdusse una sfumatura di erotismo nel rapporto con Orazio, tramite lunghe inquadrature e pause languide.
Il più apprezzato interprete delle tragedie di Shakespeare al cinema del secondo dopoguerra, il barone al merito Laurence Olivier, si cimentò con Amleto nel 1948: il suo principe danese, abbondantemente rodato sui palcoscenici britannici, è una specie di tigre in gabbia, mantenendo anche davanti alla cinepresa la fisicità e la potenza proprie dell'Olivier teatrale.
Di gran lunga più di "effetto" - tanto da meritarsi gli sperticati elogi dell'Olivier - è stato l'"Amleto Russo" (Gamlet) del 1963/64 sceneggiato e diretto da Grigori Kozintsev, che si è avvalso delle musiche di Dimitri Shostakovich, della traduzione di Boris Pasternak e, soprattutto, dell'interpretazione di uno dei mostri sacri della scena sovietica: Innokentij Michajlovič Smoktunovskij. Cinematografico, ma estremamente "teatrale" l'impostazione registica e la recitazione. Quanto al protagonista, di grande impatto si sono rivelati i monologhi del principe danese, mai recitati, ma "pensati" mentre la cinepresa ne inquadra il volto, gli occhi, l'andatura. Per il mercato cinematografico e televisivo italiano, il doppiatore di Smoktunovskij è stato Enrico Maria Salerno.
In Italia è il giovane Vittorio Gassman a presentare la pellicola italiana più nota dell'epoca sugli intrighi di Elsinora.
Negli ultimi decenni, hanno impersonato con grande successo Amleto sullo schermo tra gli altri Ian McKellen, Mel Gibson, Kenneth Branagh ed Ethan Hawke.
Non sono mancate poi le molteplici sperimentazioni e i liberi adattamenti, come il video-esperimento degli anni settanta Un Amleto di meno di Carmelo Bene, in realtà tratto da un testo di Jules Laforgue; la tragedia di Amleto vista con gli occhi di due smemorati comprimari in Rosencrantz e Guildenstern sono morti di Tom Stoppard; il racconto poetico di Kenneth Branagh intorno a una scalcagnata compagnia alle prese con il Bardo (Nel bel mezzo di un gelido inverno). Si ricorda inoltre la versione cinematografica del finlandese Aki Kaurismäki nel suo Amleto si mette in affari (1987).
Nel 1994, la Disney lanciò nei cinema un film casualmente ispirato all'Amleto, intitolato Il re leone, che si potrebbe considerare la tragedia dal punto di vista animale.
Nel 2018 viene diretto il film Ophelia dalla regista Claire McCarthy, trasposizione cinematografica dell'omonimo romanzo di Lisa Klein, il quale narra la vicenda dal punto di vista di Ofelia. Il ruolo della protagonista è affidato a Daisy Ridley, mentre Amleto è interpretato da George MacKay. Altri interpreti della pellicola sono Naomi Watts, Clive Owen e Tom Felton.

### Amleto nella musica

Ofelia vista da John William Waterhouse

#### Opere liriche
Almeno 26 opere liriche sono state scritte basandosi su Amleto, tra cui:
- Amleto, di Francesco Gasparini (1706)
- Amleto, di Domenico Scarlatti (1715)
- Amleto, di Gaetano Andreozzi (1792)
- Amleto, di Saverio Mercadante (1822)
- Amleto, di Franco Faccio (libretto di Arrigo Boito) (1865)
- Hamlet, di Ambroise Thomas (1868)
- Amleto, di Mario Zafred (1961)
- Hamlet, di Humphrey Searle (1968)
- Hamlet, di Giorgio Lanzani (2006)
- Hamlet, di Nancy van de Vate (2009)

#### Poemi sinfonici
- Hamlet di Franz Liszt (1858)
- Amleto di Pëtr Il'ič Čajkovskij (1888)
- Étude symphonique no. 2: Hamlet et Ophélie di Guillaume Lekeu (1889-90)
- Hamlet e Ophelia, poemi sinfonici di Edward MacDowell

#### Musica di scena
- Amleto di Pëtr Il'ič Čajkovskij (1891)

#### Musica leggera
- Il personaggio di Ofelia ha ispirato la canzone Ophelia di Francesco Guccini.
- La canzone dei Dream Theater Pull Me Under è influenzata da, e fa riferimenti ad Amleto.
- La canzone di Lou Reed Goodnight Ladies, del 1972 dall'album Transformer, utilizza una battuta dalla follia di Ofelia (Atto 4, Scena 5) come coro.
- Un'Ofelia compare anche nella canzone Via della Povertà di Fabrizio De André (1974, come del resto nell'originale inglese Desolation Row di Bob Dylan (1965).
- La canzone Ophelia, dall'album Sitting Targets di Peter Hammill tratta anch'essa del personaggio dell'Amleto.
- Il testo della canzone What a Piece of Work Is Man del musical Hair è interamente tratto dall'Amleto.
- In Concerto grosso per i New Trolls (New Trolls, 1971 ) il breve testo dell'Adagio, scritto da Sergio Bardotti, è ispirato all'Amleto per il verso finale "To die, to sleep, maybe to dream" (nell'Amleto il verso è invece "To die, to sleep, perchance to dream"; lo stesso testo, con un'aggiunta iniziale, è ripreso in Shadows.
- Nel finale della canzone La ghigliottina, Caparezza cita i famosi versi dell'amleto "Essere o non essere"
- Il verso "To be, or not to be" viene citato all'inizio della canzone Love inclusa nell'album Sempre sempre del 1986 di Al Bano & Romina Power
- All'inizio della canzone Occidentali's Karma, Francesco Gabbani fa riferimento ad Amleto cantando "Essere o dover essere, il dubbio amletico".
- La canzone Opheliac, dall'album omonimo (Opheliac) di Emilie Autumn. Il nome deriva appunto dal personaggio di Ofelia e la canzone stessa è su di lei. L'artista utilizza la parola "Opheliac" con il significato di "spiegare la condizione di una persona che ha le caratteristiche di Ofelia e l'archetipo di Ofelia"
- La tragedia è stata adattata da Johnny Hallyday nell'opera rock Hamlet

### Amleto nel teatro e nella letteratura
Numerosi adattamenti, trasposizioni, riletture e versioni dell'Amleto sono state allestite per la scena teatrale o trasportate in romanzi e novelle.
Nella letteratura italiana, tra i più noti Amleto (1918) di Riccardo Bacchelli e L'Ambleto (1972) di Giovanni Testori, appartenente alla Trilogia degli scarrozzati; in quest'ultima versione della tragedia gli interpreti, dal nome storpiato, ripercorrono a grandi linee la vicenda originale esprimendosi in lingua lombarda. Riprende il tema anche la novella Ofelia di Luigi Capuana.
G. K. Chesterton, grande ammiratore di Shakespeare, titola un suo dramma con una citazione dell'Amleto, Il sunto e la cronaca concisa del tempo (1904-5).

### Fumetto
Nel 1960 l'Amleto ebbe una parodia su Topolino, nella storia Paperino principe di Dunimarca.
Nel 1975 Gianni de Luca e Raoul Traverso realizzarono un adattamento a fumetti dell'opera teatrale, poi pubblicato su Il Giornalino. Nell'opera a fumetti, vengono abolite le solite vignette e il senso tempo viene scandito dall'architettura e dalla scenografia. Il fine era infatti rendere per immagini il movimento "continuo" degli attori a teatro.
Nel 2016, sempre su Topolino, viene proposto un nuovo adattamento disneyano, Il principe Duckleto, più fedele all'originale shakespeariano rispetto alla versione del 1960.

### Traduzioni italiane
- Amleto, traduzione di Michele Leoni di Parma (recata in versi italiani), Firenze, Vittorio Alauzet, 1814.
- Amleto (PDF)., traduzione di Carlo Rusconi, Padova, Minerva, 1838; Torino, UTET, 1858; Milano, Sonzogno Editore, 1882; Sesto San Giovanni - Milano, Barion, 1926.
- Amleto, traduzione di Giulio Carcano, Milano, Pirola, 1847.
- Amleto. Tragedia in cinque atti, traduzione di Diego Angeli, Milano, Fratelli Treves, 1915. - Milano, Garzanti, 1949.
- Amleto, traduzione di Raffaello Piccoli, Firenze, Sansoni, 1927, 1952, 1965.
- Amleto, principe di Danimarca, in: 'Drammi', a cura di Laura Torretta, collana I Grandi Scrittori Stranieri, Torino, UTET, 1931.
- Amleto Principe di Danimarca, traduzione di Alfredo De Sanctis, Firenze, Sansoni, 1939.
- La tragedia di Amleto Principe di Danimarca, traduzione di e Introduzione di Vincenzo Errante, Firenze, Sansoni, 1946.
- Amleto, traduzione di Eugenio Montale, Milano, Cederna, 1949. - Collana Cederna, Firenze, Vallecchi, novembre 1949; Milano, Longanesi, 1971; in: I drammi dialettici, a cura di Giorgio Melchiori, Collezione I Meridiani, Milano, Mondadori, ottobre 1977; con un saggio di Anna Luisa Zazo, Collana Oscar Classici, Milano, Mondadori, luglio 1988, ISBN 88-04-31466-4.
- Amleto, collana BUR nn.248-249, traduzione di Corrado Pavolini, Milano, Rizzoli, febbraio 1951.
- La tragedia di Amleto principe di Danimarca, traduzione di Luigi Squarzina, Bologna, Cappelli, 1953. [la versione di Squarzina debuttò in Roma, Teatro Valle, 28 novembre 1952] - in: Tutto il Teatro, con testo inglese a fronte, Grandi Tascabili Economici, Roma, Newton Compton, 1990-2025.
- Amleto: dramma in 5 atti, traduzione di Cesare Vico Lodovici, Torino, Einaudi, 1956. - Introduzione di A. W. Trueman, Milano, Club del Libro, 1969.
- Amleto, collana Maestri n.20, traduzione di Giancarlo Monti, Edizioni Paoline, 1957.
- Amleto, trad. e cura di Gabriele Baldini, Collana Le Opere di Shakespeare, Roma, Signorelli Editore, 1958; in:  Opere complete di William Shakespeare, collana Classici Rizzoli, Milano, Rizzoli, 1963. - Collana BUR, Milano, Rizzoli, 1975; Introduzione e cura di Keir Elam, saggio di Viola Papetti, 29ª rist. BUR, Milano, 2007, ISBN 978-88-17-00695-8.
- Amleto, traduzione di Angelo Dallagiacoma, Venezia-Padova, Marsilio, 1974. [protagonista Pino Micol, regia di Michele Scaparro]
- Amleto, collana UEF n.884, traduzione di Alessandro Serpieri, Milano, Feltrinelli, 1980. - Collana Letteratura Universale, Venezia, Marsilio, 1997, ISBN 978-88-317-6541-1. [Serpieri tradusse anche Il primo Amleto, una versione più corta del 1603 (scoperta nel 1823), Marsilio, 1997]
- Amleto, introduzione, prefazione, traduzione e note di Nemi D'Agostino, con testo inglese a fronte, Milano, Garzanti, 1984, ISBN 88-11-36301-2.
- Amleto, collana UEF. I Classici, trad. e cura di Agostino Lombardo, Milano, Feltrinelli, aprile 1995.
- Amleto, traduzione di Paolo Bertinetti, Torino, Einaudi, 2005.
- Amleto, collana Classici, traduzione di Masolino D'Amico, Milano, Baldini Castoldi Dalai, 2005.
- Amleto, a cura di Carlo Cecchi e Laura Desideri, collana Letture, nella traduzione di Cesare Garboli, Torino, Einaudi, 2009, ISBN 978-88-061-9393-5. [versione scritta nel 1989, andò in scena nel giugno 1989]
- Amleto. Testo inglese a cura di Gary Taylor. Nota introduttiva, trad. e note di Franco Marenco, in: Tutte le opere. Vol. I: Le tragedie, Collezione I Classici della Letteratura Europea, Milano, Bompiani, 2015, ISBN 978-88-452-7752-8.
- Amleto, collana BUR Classici, Introduzione, trad. e note di Rocco Coronato, Milano, Rizzoli, 2022, ISBN 978-88-171-6246-3.
- La tragedia di Amleto, Principe di Danimarca, versione e cura di Sergio Perosa, Macerata, Quodlibet, 2023, ISBN 978-88-229-0717-2.